# Élections municipales partielles françaises de 1993
Des élections municipales partielles ont lieu en 1993 en France.

## Bilan
| Partis       | Partis                             | Maires sortants | Maires élus | Évolution     |
| ------------ | ---------------------------------- | --------------- | ----------- | ------------- |
|              | Parti socialiste                   | 3               | 0           | 3             |
|              | Divers gauche                      | 1               | 1           | en stagnation |
|              | Parti communiste français          | 0               | 1           | 1             |
| Total gauche | Total gauche                       | 4               | 2           | 2             |
|              | Divers droite                      | 2               | 2           | en stagnation |
|              | Union pour la démocratie française | 0               | 1           | 1             |
|              | Rassemblement pour la République   | 0               | 1           | 1             |
| Total droite | Total droite                       | 2               | 4           | 2             |

## Élections

### Le Chesnay(Yvelines)
- Maire sortant : Philippe Brillault (RPR)
- Maire élu ou réélu : Philippe Brillault (RPR)

- Contexte : dissolution du conseil municipal par le Conseil des ministres

| Tête de liste            | Tête de liste        | Liste          | Premier tour | Premier tour | Second tour | Second tour | Sièges |  |
| Tête de liste            | Tête de liste        | Liste          | Voix         | %            | Voix        | %           | CM     |  |
| ------------------------ | -------------------- | -------------- | ------------ | ------------ | ----------- | ----------- | ------ |  |
|                          | Philippe Brillault * | RPR            | 2 896        | 32,56        | 3 434       | 36,94       | 25     |  |
|                          | Jean-Louis Berthet   | UDF - GÉ       | 2 510        | 28,22        | 3 169       | 34,05       | 6      |  |
|                          | Bernard Gillis       | DVD            | 1 952        | 21,95        | 1 827       | 19,65       | 3      |  |
|                          | Jean Maillefer       | PS             | 1 027        | 11,54        | 865         | 9,30        | 1      |  |
|                          | Marie-Chantal Delmas | FN             | 507          | 5,70         |             |             |        |  |
|                          |                      |                |              |              |             |             |        |  |
| Inscrits                 | Inscrits             | Inscrits       | 19 772       | 100,00       | 19 769      | 100,00      |        |  |
| Abstentions              | Abstentions          | Abstentions    | 10 673       | 53,98        | 10 336      | 52,28       |        |  |
| Votants                  | Votants              | Votants        | 9 099        | 46,02        | 9 433       | 47,72       |        |  |
| Blancs et nuls           | Blancs et nuls       | Blancs et nuls | 207          | 2,27         | 138         | 1,46        |        |  |
| Exprimés                 | Exprimés             | Exprimés       | 8 892        | 97,72        | 9 295       | 98,54       |        |  |
| * Liste du maire sortant |                      |                |              |              |             |             |        |  |

### Couëron(Loire-Atlantique)
- Maire sortant : Robert Morin (PS)
- Maire élu ou réélu : Serge Ricordeau (SE-DVD)

- Contexte : démission d'une majorité (21) des membres du conseil municipal[3]

|                                             | Serge Ricordeau | SE - DVD       | 3 425  | 53,10  | 26 |  |  |  |
| Couëron demain                              |                 |                | 3 425  | 53,10  | 26 |  |  |  |
|                                             | Robert Morin *  | PS - PCF       | 3 026  | 46,90  | 7  |  |  |  |
| Liste de rassemblement des forces de gauche |                 |                | 3 026  | 46,90  | 7  |  |  |  |
|                                             |                 |                |        |        |    |  |  |  |
| Inscrits                                    | Inscrits        | Inscrits       | 11 435 | 100,00 |    |  |  |  |
| Abstentions                                 | Abstentions     | Abstentions    | 4 446  | 38,88  |    |  |  |  |
| Votants                                     | Votants         | Votants        | 6 989  | 61,12  |    |  |  |  |
| Blancs et nuls                              | Blancs et nuls  | Blancs et nuls | 538    | 7,70   |    |  |  |  |
| Exprimés                                    | Exprimés        | Exprimés       | 6 451  | 92,30  |    |  |  |  |
| * Liste du maire sortant                    |                 |                |        |        |    |  |  |  |

### Hautmont(Nord)
- Maire sortant : Joël Wilmotte (DVD)
- Maire élu ou réélu : Joël Wilmotte (DVD)

- Contexte : démissions multiples au sein du conseil municipal

|                          | Joël Wilmotte *  | DVD            | 4 388 | 69,90  | 29 |  |  |  |
|                          | Claude Bourgeois | PCF - PS       | 1 313 | 20,91  | 3  |  |  |  |
|                          | Bernard Hutin    | FN             | 576   | 9,17   | 1  |  |  |  |
|                          |                  |                |       |        |    |  |  |  |
| Inscrits                 | Inscrits         | Inscrits       | 9 322 | 100,00 |    |  |  |  |
| Abstentions              | Abstentions      | Abstentions    | 2 946 | 31,60  |    |  |  |  |
| Votants                  | Votants          | Votants        | 6 376 | 68,40  |    |  |  |  |
| Blancs et nuls           | Blancs et nuls   | Blancs et nuls | 99    | 1,55   |    |  |  |  |
| Exprimés                 | Exprimés         | Exprimés       | 6 277 | 98,45  |    |  |  |  |
| * Liste du maire sortant |                  |                |       |        |    |  |  |  |

### Limours(Essonne)
- Maire sortant : Patrice Leroy (RPR)
- Maire élu ou réélu : Jacques Ryckelynck (PS)

- Contexte : dissolution du conseil municipal par le préfet de l'Essonne à la suite de la démission de plus d'un tiers des membres du conseil municipal

| Tête de liste            | Tête de liste      | Liste          | Premier tour | Premier tour | Second tour | Second tour | Sièges |  |
| Tête de liste            | Tête de liste      | Liste          | Voix         | %            | Voix        | %           | CM     |  |
| ------------------------ | ------------------ | -------------- | ------------ | ------------ | ----------- | ----------- | ------ |  |
|                          | Jacques Ryckelinck | PS             | 906          | 36,35        | 1 274       | 50,45       | 23     |  |
|                          | Gérard Palazzo     | DVD            | 700          | 28,08        | 792         | 31,36       | 4      |  |
|                          | Patrice Leroy *    | RPR            | 513          | 20,58        | 459         | 18,17       | 2      |  |
|                          | Christian Vinsot   | DVG (PCF app.) | 373          | 14,96        |             |             |        |  |
|                          |                    |                |              |              |             |             |        |  |
| Inscrits                 | Inscrits           | Inscrits       | 4 211        | 100,00       | 4 211       | 100,00      |        |  |
| Abstentions              | Abstentions        | Abstentions    | 1 629        | 38,68        | 1 608       | 38,18       |        |  |
| Votants                  | Votants            | Votants        | 2 582        | 61,32        | 2 603       | 61,82       |        |  |
| Blancs et nuls           | Blancs et nuls     | Blancs et nuls | 90           | 3,48         | 78          | 3,00        |        |  |
| Exprimés                 | Exprimés           | Exprimés       | 2 492        | 96,51        | 2 525       | 97,00       |        |  |
| * Liste du maire sortant |                    |                |              |              |             |             |        |  |

### Mers-les-Bains(Somme)
- Maire sortante : Gisèle Coiffier (DVG, ex-PS)
- Maire élu ou réélu : Guy Champion (PCF)

- Contexte : dissolution du conseil municipal par le Conseil des ministres

| Tête de liste                | Tête de liste     | Liste          | Premier tour | Premier tour | Second tour | Second tour | Sièges |  |
| Tête de liste                | Tête de liste     | Liste          | Voix         | %            | Voix        | %           | CM     |  |
| ---------------------------- | ----------------- | -------------- | ------------ | ------------ | ----------- | ----------- | ------ |  |
|                              | Guy Champion      | PCF            | 696          | 35,74        | 826         | 41,64       | 19     |  |
|                              | Roger Hénocq      | UDF            | 534          | 27,42        | 748         | 36,22       | 5      |  |
|                              | Gisèle Coiffier * | DVG            | 475          | 24,39        | 491         | 23,77       | 3      |  |
|                              | Michel Delépine   | RPR            | 242          | 12,42        |             |             |        |  |
|                              |                   |                |              |              |             |             |        |  |
| Inscrits                     | Inscrits          | Inscrits       | 2 679        | 100,00       | 2 676       | 100,00      |        |  |
| Abstentions                  | Abstentions       | Abstentions    | 668          | 24,93        | 575         | 21,48       |        |  |
| Votants                      | Votants           | Votants        | 2 011        | 75,07        | 2 101       | 78,52       |        |  |
| Blancs et nuls               | Blancs et nuls    | Blancs et nuls | 64           | 3,18         | 36          | 1,71        |        |  |
| Exprimés                     | Exprimés          | Exprimés       | 1 947        | 96,82        | 2 065       | 98,29       |        |  |
| * Liste de la maire sortante |                   |                |              |              |             |             |        |  |

### Mions(Rhône)
- Maire sortant : Louis Miachon (PS), ne se représente pas
- Maire élu ou réélu : Bernard Chêne (DVG)

- Contexte : démission de dix-sept conseillers municipaux de la majorité sortante

| Tête de liste  | Tête de liste       | Liste          | Premier tour | Premier tour | Second tour | Second tour | Sièges |  |
| Tête de liste  | Tête de liste       | Liste          | Voix         | %            | Voix        | %           | CM     |  |
| -------------- | ------------------- | -------------- | ------------ | ------------ | ----------- | ----------- | ------ |  |
|                | Bernard Chêne       | DVG            | 1 191        | 37,89        | 1 370       | 44,71       | 22     |  |
|                | Jean-Claude Girault | DVD            | 684          | 21,76        | 668         | 21,80       | 3      |  |
|                | Odette Pourcel      | PS             | 525          | 16,70        | 698         | 22,78       | 3      |  |
|                | Marcel Moiroud      | PCF            | 317          | 10,08        | 698         | 22,78       | 3      |  |
|                | Claude Chabert      | DVD            | 426          | 13,55        | 328         | 10,70       | 1      |  |
|                |                     |                |              |              |             |             |        |  |
| Inscrits       | Inscrits            | Inscrits       | 5 536        | 100,00       | 5 539       | 100,00      |        |  |
| Abstentions    | Abstentions         | Abstentions    | 2 291        | 41,38        | 2 409       | 43,49       |        |  |
| Votants        | Votants             | Votants        | 3 245        | 58,62        | 3 130       | 56,51       |        |  |
| Blancs et nuls | Blancs et nuls      | Blancs et nuls | 102          | 3,14         | 66          | 2,11        |        |  |
| Exprimés       | Exprimés            | Exprimés       | 3 143        | 96,86        | 3 064       | 97,89       |        |  |

### Saint-Flour(Cantal)
- Maire sortant : François Delpeuch (PS), ne se représente pas[8]
- Maire élu ou réélu : Pierre Jarlier (UDF-PR)

- Contexte : démission de plus d'un tiers (10) des membres du conseil municipal

|                                   | Pierre Jarlier | UDF - RPR      | 1 733 | 100,00 | 29 |  |  |  |
| Ensemble, retrouvons la confiance |                |                | 1 733 | 100,00 | 29 |  |  |  |
|                                   |                |                |       |        |    |  |  |  |
| Inscrits                          | Inscrits       | Inscrits       | 4 613 | 100,00 |    |  |  |  |
| Abstentions                       | Abstentions    | Abstentions    | 1 469 | 37,56  |    |  |  |  |
| Votants                           | Votants        | Votants        | 3 144 | 62,44  |    |  |  |  |
| Blancs et nuls                    | Blancs et nuls | Blancs et nuls | 1 411 | 44,88  |    |  |  |  |
| Exprimés                          | Exprimés       | Exprimés       | 1 733 | 55,12  |    |  |  |  |

### Saint-Genest-Lerpt(Loire)
- Maire sortant : Roland Vacher (DVD)
- Maire élu ou réélu : Roland Vacher (DVD)

- Contexte : démission de dix conseillers municipaux

|                          | Roland Vacher * | DVD                   | 1 089 | 51,07  | 22 |  |  |  |
|                          | Claude Autier   | DVD                   | 540   | 25,32  | 4  |  |  |  |
|                          | Robert Momein   | PS - MRG - GE - Verts | 503   | 23,59  | 3  |  |  |  |
|                          |                 |                       |       |        |    |  |  |  |
| Inscrits                 | Inscrits        | Inscrits              | 3 644 | 100,00 |    |  |  |  |
| Abstentions              | Abstentions     | Abstentions           | 1 400 | 38,41  |    |  |  |  |
| Votants                  | Votants         | Votants               | 2 244 | 61,59  |    |  |  |  |
| Blancs et nuls           | Blancs et nuls  | Blancs et nuls        | 112   | 4,99   |    |  |  |  |
| Exprimés                 | Exprimés        | Exprimés              | 2 132 | 95,01  |    |  |  |  |
| * Liste du maire sortant |                 |                       |       |        |    |  |  |  |

### Saint-Tropez(Var)
- Maire sortant : Alain Spada (DVD)
- Maire élu ou réélu : Jean-Michel Couve (RPR)

- Contexte : démission de plus d'un tiers des membres du conseil municipal

|                          | Jean-Michel Couve | RPR            | 1 965 | 50,67  | 22 |  |  |  |
|                          | Alain Spada *     | DVD            | 1 913 | 49,32  | 7  |  |  |  |
|                          |                   |                |       |        |    |  |  |  |
| Inscrits                 | Inscrits          | Inscrits       | 4 948 | 100,00 |    |  |  |  |
| Abstentions              | Abstentions       | Abstentions    | 944   | 19,07  |    |  |  |  |
| Votants                  | Votants           | Votants        | 4 004 | 80,93  |    |  |  |  |
| Blancs et nuls           | Blancs et nuls    | Blancs et nuls | 126   | 3,15   |    |  |  |  |
| Exprimés                 | Exprimés          | Exprimés       | 3 878 | 96,85  |    |  |  |  |
| * Liste du maire sortant |                   |                |       |        |    |  |  |  |

### Sospel(Alpes-Maritimes)
- Maire sortant : Pierre Gianotti (FN)
- Maire élu ou réélu : Jean-Mario Lorenzi (DVD)

- Contexte : démission de plus d'un tiers des membres du conseil municipal à la suite du ralliement du maire sortant RPR au Front national[11]

### Trébeurden(Côtes-d'Armor)
- Maire sortant : Alain Guennec (PS app.)
- Maire élu ou réélu : Pierre Jagoret (PS)

- Contexte : démission du maire sortant et de sa première adjointe

### Vals-les-Bains(Ardèche)
- Maire sortant : Jean-Marie Alaize (PS)
- Maire élu ou réélu : Jean-Claude Flory (DVD)

- Contexte : dissolution du conseil municipal sur décision du ministère de l'Intérieur à la demande du maire sortant

| Tête de liste            | Tête de liste               | Liste                | Premier tour | Premier tour | Second tour | Second tour | Sièges |  |
| Tête de liste            | Tête de liste               | Liste                | Voix         | %            | Voix        | %           | CM     |  |
| ------------------------ | --------------------------- | -------------------- | ------------ | ------------ | ----------- | ----------- | ------ |  |
|                          | Jean-Marie Alaize *         | PS (UG)              | 900          | 40,17        | 1 117       | 46,33       | 6      |  |
|                          | Jean-Claude Flory           | DVD                  | 882          | 39,37        | 1 294       | 53,67       | 21     |  |
|                          | Anne-Marie Bonhomme Di Mayo | DVD - UDF - RPR (UD) | 458          | 20,44        | 1 294       | 53,67       | 21     |  |
|                          |                             |                      |              |              |             |             |        |  |
| Inscrits                 | Inscrits                    | Inscrits             | 2 986        | 100,00       | 2 987       | 100,00      |        |  |
| Abstentions              | Abstentions                 | Abstentions          | 680          | 22,77        | 505         | 16,90       |        |  |
| Votants                  | Votants                     | Votants              | 2 306        | 77,23        | 2 482       | 83,10       |        |  |
| Blancs et nuls           | Blancs et nuls              | Blancs et nuls       | 66           | 2,86         | 71          | 2,86        |        |  |
| Exprimés                 | Exprimés                    | Exprimés             | 2 240        | 97,14        | 2 411       | 97,14       |        |  |
| * Liste du maire sortant |                             |                      |              |              |             |             |        |  |

### Villeneuve-sur-Lot(Lot-et-Garonne)
- Maire sortant : Claude Larroche (DVD, ex-UDF)
- Maire élu ou réélu : Michel Gonelle (RPR)

- Contexte : démission de plus d'un tiers des membres du conseil municipal à la suite de l'inculpation et de la mise en détention provisoire du maire sortant

| Tête de liste            | Tête de liste        | Liste          | Premier tour | Premier tour | Second tour | Second tour | Sièges | Sièges |
| Tête de liste            | Tête de liste        | Liste          | Voix         | %            | Voix        | %           | CM     |        |
| ------------------------ | -------------------- | -------------- | ------------ | ------------ | ----------- | ----------- | ------ | ------ |
|                          | Michel Gonelle       | RPR            | 3 612        | 38,30        | 5 735       | 57,52       | 28     |        |
|                          | Jacques Descayrac    | PS-MRG         | 2 285        | 24,23        | 4 236       | 42,48       | 7      |        |
|                          | Claude Larroche *    | DVD            | 1 405        | 14,90        |             |             |        |        |
|                          | Jacques Kugener      | RPR diss.      | 842          | 8,93         |             |             |        |        |
|                          | Marie-Claude Leriche | Verts          | 657          | 6,96         |             |             |        |        |
|                          | André Garrigue       | PCF            | 630          | 6,68         |             |             |        |        |
|                          |                      |                |              |              |             |             |        |        |
| Inscrits                 | Inscrits             | Inscrits       | 16 349       | 100,00       | 16 341      | 100,00      |        |        |
| Abstentions              | Abstentions          | Abstentions    | 6 342        | 38,79        | 5 645       | 34,54       |        |        |
| Votants                  | Votants              | Votants        | 10 007       | 61,21        | 10 696      | 65,46       |        |        |
| Blancs ou nuls           | Blancs ou nuls       | Blancs ou nuls | 575          | 5,74         | 725         | 6,78        |        |        |
| Exprimés                 | Exprimés             | Exprimés       | 9 432        | 94,25        | 9 971       | 93,22       |        |        |
| * Liste du maire sortant |                      |                |              |              |             |             |        |        |